# タブロー
タブロー（仏: tableau, 複数形: tableaux）とは、絵画の意。美術用語としては、以下の意味がある。
1. 板絵・キャンバス画・紙画[1]のこと。壁画と対置される。
2. 絵画において完成作品ないし、完成を目的として制作されたものを指す。訓練としての習作（エチュード）や素描（デッサン）などと対称を成す[1]が、タブローとそれらの関係は曖昧であり、タブローの中にも訓練的要素を含んだ作品があり、またデッサンの中にも完成作品として制作されたものや、完成作品としての価値を認められるものがある。
3. 活人画という意味で使われることもあり、クリスマスの時期になると、全国各地の多くのキリスト教系の学校でクリスマスタブローと称したキリスト生誕の様子を模した劇が行われることがある。
4. 油彩画制作の際、仕上げ用に使う画面保護用ワニス（ニス）のこと。